# 千泉街道
千泉街道，是中华人民共和国山東省济宁市邹城市下辖的一个乡镇级行政单位。孟子故居孟府、孟庙位于此地南关。

## 行政区划
千泉街道下辖以下地区：
东关社区、南关社区、大胡社区、马庄社区、华龙社区、农坛社区、唐王湖社区、郭庄社区、大西苇村、小西苇村、小胡村、宝泉庄村、尚兰谷村、南岭村、欧兰谷村、程家沟村、张家沟村、大屈庄村、小屈庄村、十里铺村、兴隆庄村、小张庄村和九里涧村。